# Grotta di Utroba
La grotta di Utroba, vale a dire la grotta del grembo (dal bulgaro "utroba", che significa appunto "grembo"), è un antico santuario rupestre risalente all'XI secolo a.C.  situato vicino al villaggio di Ilinica, nell'area di Tangardak Kaja, a circa 12 chilometri a nord-ovest di Kărdžali. Ubicata nel sito ufficialmente noto come Tangardak Kaja, tale grotta è stata scavata e modellata da mano umana così da avere una forma simile a quella di un canale vaginale.

## Descrizione
La grotta originale e i terrazzini che si trovano alla sua base,  entrambi risalenti al Cretacico, sono stati scavati dall'erosione e dai movimenti tettonici all'interno di un massiccio di roccia carsica calcarea non lontano dalla cresta del monte Ilinitsa.
Successivamente, tale grotta è stata artificialmente prolungata di altri 6 metri con uno scavo largo in media 1,5 metri, l'ingresso ne è stato allargato e la sua sezione è stata resa fortemente ellittica. Sul fondo del prolungamento è stata poi scolpita un'area avente funzioni di altare.
Nella parte superiore della grotta è presente un'apertura attraverso la quale un raggio di sole entra ogni giorno alle 12 per alcuni minuti, generando una forma fallica ed avvicinandosi all'altare, quasi raggiungendolo e fermandosi a 1,1 metri da esso, solamente il giorno del solstizio d'inverno. Secondo gli odierni ricercatori, nelle intenzioni dei costruttori, in origine, ossia verso il 2000-1500 a.C., la luce del sole nel solstizio d'inverno raggiungeva pienamente l'altare, in un evento volto a incarnare la fertilità, il sacro matrimonio tra la roccia e il Sole, tra la terra e il cielo, la rinascita della vita.

## Scoperta

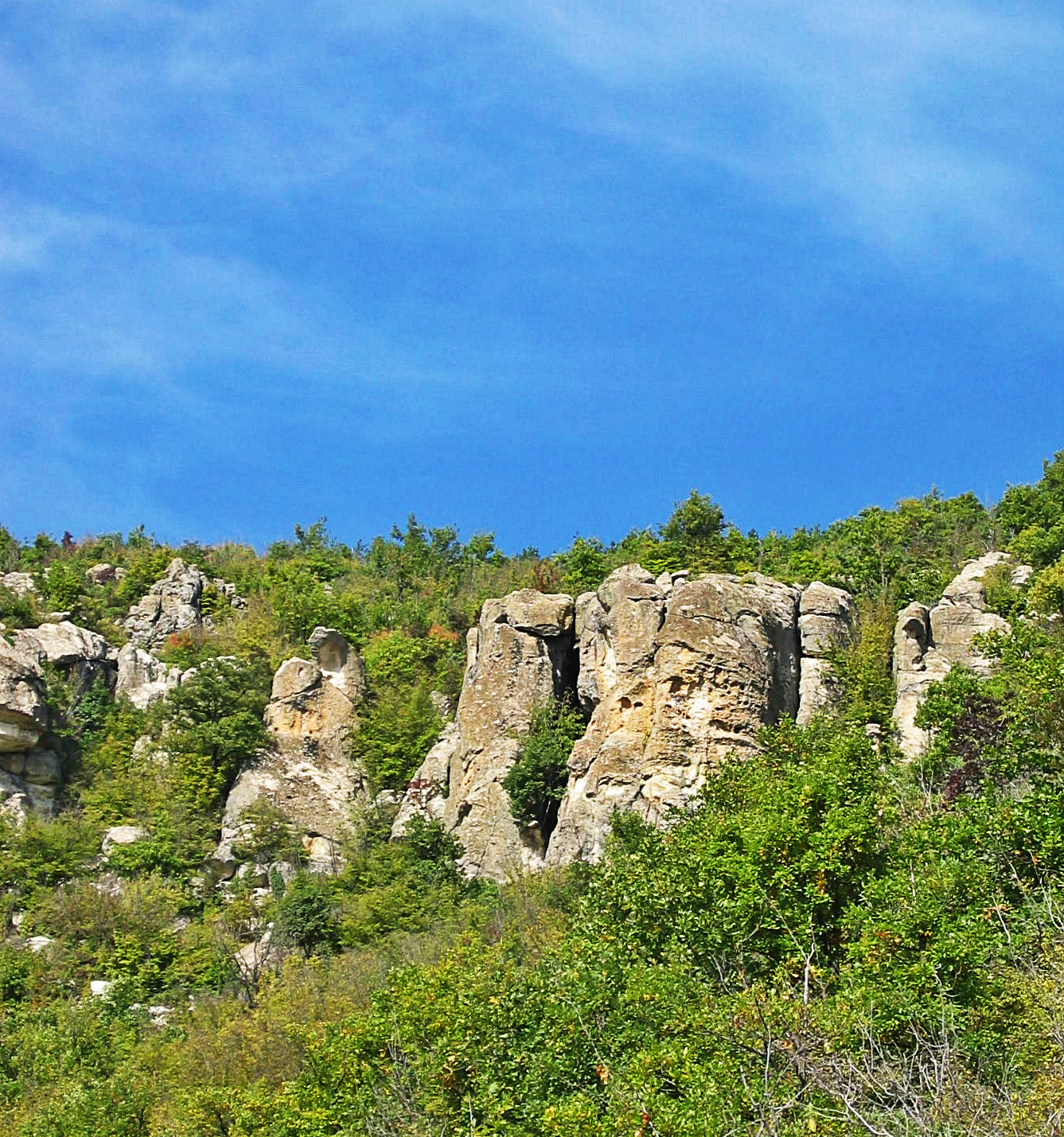
L'ingresso della grotta di Utroba, sito a 704 metri sul mare.

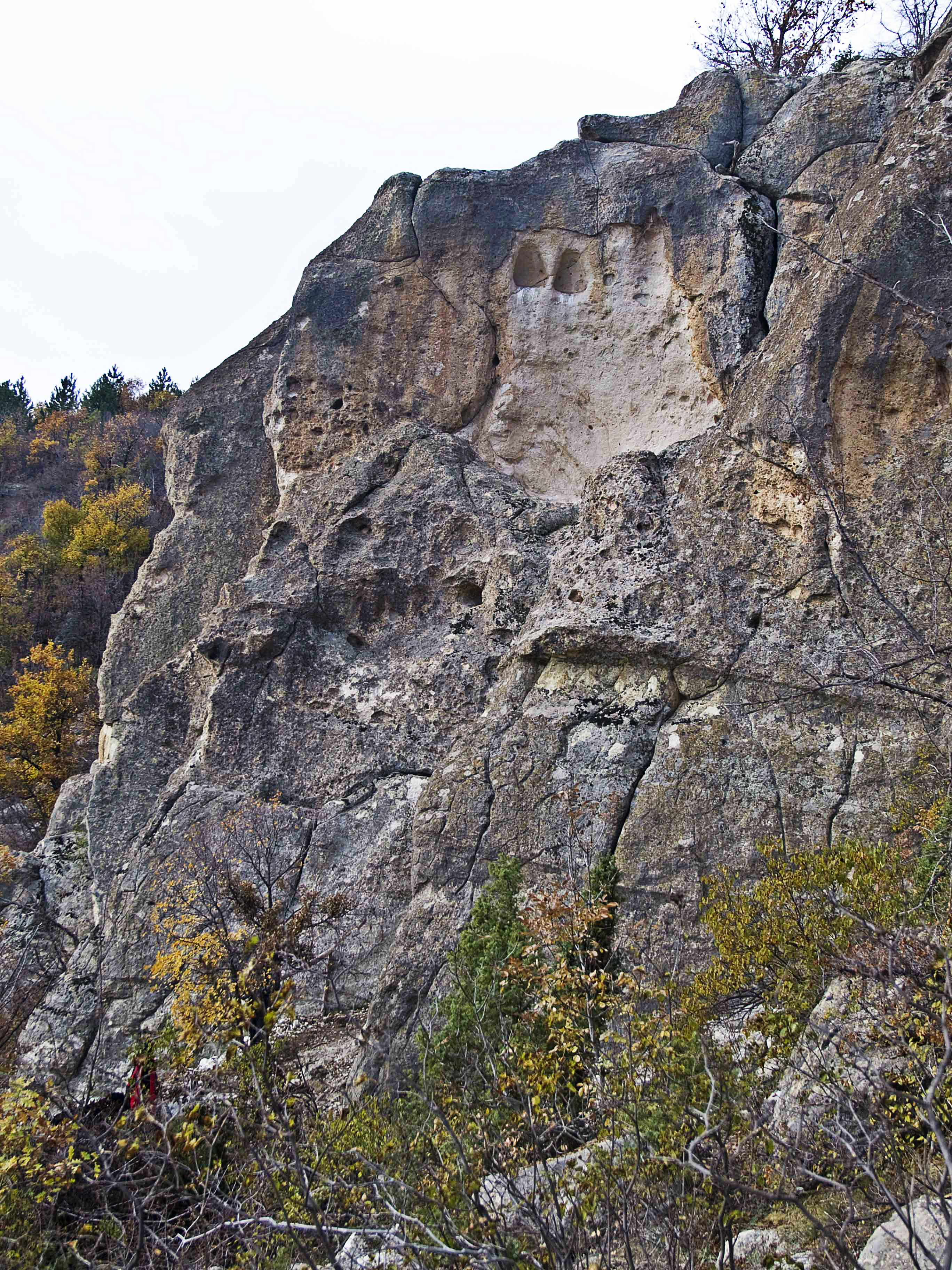
Nelle rocce circostanti all'entrata della grotta sono state scavate diverse nicchie trapezoidali. Tali fregi sono stati ritrovati anche nei pressi di altre grotte simili, scoperte successivamente.

Per molti anni, gli archeologi hanno cercato le grotte che molti autori dell'antica Grecia menzionavano nei loro scritti come "templi della Dea Madre". Secondo tali autori, gli antichi Traci associavano tali grotte alla ierogamia, nella convinzione che, per iniziare il nuovo anno, il re-sacerdote dovesse simbolicamente morire e rinascere. Nelle descrizioni dei rituali pervenute, verso gennaio-febbraio il re-sacerdote si arrampica in alto tra le rocce, fino a giungere in un sito in cui viene sacrificato un grosso animale nero - una capra, un cavallo o un toro - a simboleggiarne la morte. Dopodiché, egli si unisce in matrimonio con la Dea Madre, fecondandola e dando così inizio al nuovo anno. 
Secondo Nikolaj Ovčarov, noto archeologo e tracologo bulgaro che all'inizio degli anni 2000 ha reso noto il sito al mondo dell'archeologia, la grotta di Utroba costituisce proprio uno dei siti in cui tutto ciò avveniva, e in cui il re-sacerdote entrava in unione con la Dea Madre.
Durante le ricerche eseguite all'iniziale scoperta, l'archeologo e speleologo ucraino Timur Bobrovs'kyj, invitato da Ovčarov a visitare il sito, ha scoperto che 6 metri della grotta sono stati scavati artificialmente in aggiunta ai 16 dell'originale grotta carsica. 
All'interno della grotta non sono stati trovati reperti archeologici, ma, stando a quanto riferito dalla popolazione locale, sull'altura rocciosa sovrastante sono state in passato ritrovate diverse statuette e gli abitanti del vicino villaggio di Ilinica hanno mostrato a Ovčarov vasi di ceramica e un calderone di rame rinvenuti sull'altura nei tempi passati. Ulteriori ricerche hanno portato al ritrovamento, nello stesso luogo, di frammenti di ceramica risalenti all'epoca della città rupestre di Perperikon e del santuario vicino al villaggio di Tatul. Da qui, gli archeologi hanno suggerito l'ipotesi che sopra la grotta potesse esserci un qualche tipo di insediamento.

## Ricerche successive
I risultati di una ricerca condotta da Aleksej Stoev e Penka Măglova hanno convalidato le teorie che vogliono questo santuario rupestre associato al culto della Grande Dea Madre. I due hanno infatti notato come l'osservazione sistematica delle posizioni dei raggi solari che penetrano nella grotta permetta di contare i giorni tra il solstizio d'estate e quello d'inverno, in occasione del quale, come già ricordato, la luce quasi raggiunge direttamente l'altare posto sul fondo della grotta simboleggiando l'unione del sole con la terra. Tale osservazione faciliterebbe quindi notevolmente la creazione e l'uso di un calendario primitivo e la misurazione del tempo in unità più grandi di un giorno, in relazione alle esigenze economiche, religiose e domestiche della società di quell'epoca.
In un altro studio, Nikolaj Dermendžiev ha contraddetto alcune delle ipotesi di Stoev e Măglova, osservando che nemmeno durante il solstizio d'inverno l'altare-vulva è raggiunto dal fallo generato dai raggi solari. A ciò ha poi risposto uno studio di Valerija Fol, in cui è stata avanzata l'ipotesi che tra il 2000 e il 1000 a.C., la luce che entrava nella grotta durante il solstizio d'inverno riuscisse effettivamente a raggiungere l'altare. Tuttavia, sempre Dermendžiev ha dichiarato di ritenere che il pavimento della grotta nasconda, sotto i depositi accumulatisi in secoli, i resti di lavorazioni artificiali atte a creare una superficie piana su cui far incidere la luce, nonché quelli che potrebbero essere altri indicatori temporali.
Dopo la riscoperta della grotta di Utroba, e proprio sull'onda della popolarità di quest'ultima, sono state rinvenute diverse altre grotte di questo tipo e, si ritiene, aventi lo stesso scopo. Tra queste si possono ricordare quella rinvenuta tra i villaggi di Nočevo e Jončovo, e quella scoperta vicino al villaggio di Tatul, entrambe sempre nel distretto di Kărdžali.

## Nella cultura popolare

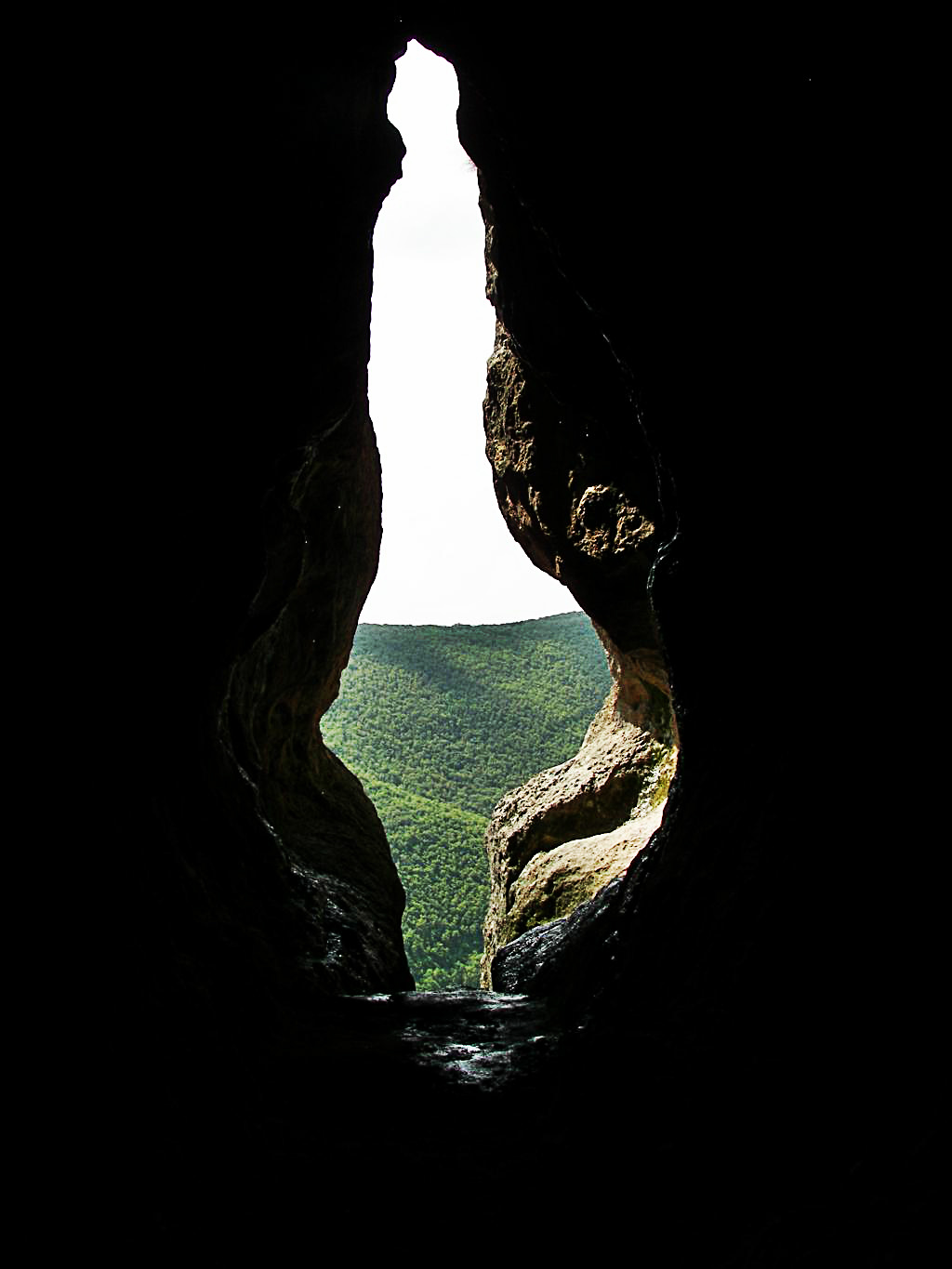
L'apertura della grotta vista dal suo interno.

Quando nel 2003 l'esistenza della grotta di Utrobe fu rivelata al grande pubblico, il sito divenne oggetto di vasto interesse da parte dei media. Tra gli argomenti più trattati vi fu anche la paternità della scoperta, che sembra essere attribuibile a Minčo Gurmanov piuttosto che Nikolaj Ovčarov, il quale avrebbe solamente il merito di aver portato il sito all'attenzione dell'archeologia mondiale dopo averne sentito parlare da Gurmanov.
Il luogo gode oggi di grande interesse da parte dei turisti ed è costantemente promosso dal comune di Kărdžali. Nel tempo si è anche diffusa la credenza, naturalmente del tutto infondata, che nella grotta siano presenti fonti energetiche e spirituali tali da guarire l'infertilità, per questo, come riportato da diverse guide locali, il luogo è diventato anche una sorta di meta di pellegrinaggio per molto coppie, anche straniere, che vogliono trovare un rimedio a quel problema.